# Heerlen
Heerlen – miasto w południowej Holandii, w prowincji Limburgia, przy granicy z Niemcami. Około 92 tys. mieszkańców.
W mieście rozwinął się przemysł metalurgiczny, chemiczny, elektrotechniczny, włókienniczy, poligraficzny, materiałów budowlanych, szklarski oraz tytoniowy.
Z miasta pochodzi grupa muzyczna Born from Pain.

## Współpraca
Miejscowość partnerska:
- Liège, Belgia